# Ric Flair
Richard Morgan Fliehr (født 25. februar 1949 i
Memphis, Tennessee), bedre kendt under ringnavnet Ric Flair, også kendt under tilnavnet The Nature Boy, er en amerikansk wrestler, der regnes for at være en af verdens bedste wrestlere nogensinde - med VM-titelsejre i en række forskellige wrestlingpromotions, heriblandt National Wrestling Alliance (NWA), World Championship Wrestling (WCW) og World Wrestling Entertainment (WWE).
Både WWE og Pro Wrestling Illustrated anerkender Ric Flair som en tidligere 16-dobbelt verdensmester, hvilket er rekord. I 1992 vandt han desuden Royal Rumble i WWE
Ric Flair blev optaget i WWE Hall of Fame i 2008, og fire år senere blev han som den første person optaget for anden gang i WWE Hall of Fame - som medlem af The Four Horsemen,
Flair har officielt haft indstillet karrieren to gange – første gang i 1994 (ved WCW's Halloween Havoc mod Hulk Hogan) og senest i 2008 (ved WWE's WrestleMania XXIV mod Shawn Michaels). Flair har dog gjort comeback til ringen kort tid efter i begge tilfælde og wrestlede sin - indtil nu - sidste kamp i Total Nonstop Action Wrestling (TNA) mod ærkerivalen Sting i 2011.

## Wrestling

### American Wrestling Association (1971-1974)
I vinteren 1971 deltog Fliehr i Verne Gagnes første træningslejr sammen med bl.a. Greg Gagne, Jim Brunzell og The Iron Sheik. I december 1972 fik han sin wrestlingdebut i Verne Gagnes American Wrestling Association (AWA) mod George "Scrap Iron" Gadaski og fik sig samtidig ringnavnet Ric Flair. Debutkampen endte uafgjort. Ric Flair vejede ca. 135 kg og havde kort, brunt hår og mindede slet ikke om den "Nature Boy"-gimmick, som han senere ville blive verdenskendt for. I sin tid i AWA havde Flair kampe mod bl.a. Dusty Rhodes, André the Giant, Larry Hennig og Wahoo McDaniel.

### National Wrestling Alliance (1974-1986)
I 1974 forlod Flair AWA og skrev kontrakt med National Wrestling Alliance (NWA), hvor han wrestlede for Jim Crocketts Mid-Atlantic-område. Hér vandt Flair sin første titel, da han den 8. februar 1975 besejrede Paul Jones for at vinde Mid-Atlantic Television Championship. I oktober 1974 var Flairs karriere lige ved at komme til en ende, da han var involveret i et alvorligt flystyrt i North Carolina, der tog livet af piloten og lammede wrestleren Johnny Valentine. 26-årige Flair brækkede ryggen tre steder og fik at vide, at han aldrig ville komme til at wrestle igen. Flair vendte dog tilbage til ringen seks måneder senere, hvor han genoptog sin fejde med Wahoo McDaniel. Flystyrtet gjorde dog, at Flair måtte ændre sin wrestlingstil og blev en mere teknisk wrestler. Kort efter begyndte han at bruge en "Nature Boy"-gimmick, som han ville benytte sig resten af sin karriere.
Ric Flair vandt herefter NWA United States Heavyweight Championship med sejr over Bobo Brazil den 29. juli 1977. I løbet af de næste fem år vandt han den titel fem gange, og han kæmpede mod bl.a. Ricky Steamboat, Roddy Piper, Mr. Wrestling II, Jimmy Snuka og Greg Valentine. Flair opnåede dog superstjernestatus, da han begyndte at kalde sig "The Nature Boy" og provokerede "Nature Boy" Buddy Rogers, der var originale "Nature Boy". De tog mødtes, og Flair vandt.

#### Verdensmester i NWA (1981-1986)
Ric Flair nåede endelig toppen, da han den 17. september 1981 vandt NWA World Heavyweight Championship ved at besejre den regerende verdensmester Dusty Rhodes. Det var Ric Flairs første VM-titel. I de efterfølgende år etablerede Flair sig som NWA's vigtigste wrestler, samtidig med at organisationen kæmpede med Vince McMahons World Wrestling Federation. Med sin besynderlige fremtræden og underholdende interviewstil virkeliggjorde Ric Flair rollen som den regerende verdensmester, og han blev kendt for hans blonde hår, elegante smykker, designertøj og speciellavede wrestlingudstyr, samt hans velkendte chops og figure four leglock. Flair hånede ofte sine modstandere ved at råbe "Wooooo!" og hans slagord: "To be the man, you gotta beat the man!".
Ric Flair holdt VM-titlen indtil 1983, hvor han tabte den til Harley Race. Flair vandt dog titlen tilbage ved at besejre Harley Race ved NWA's Starrcade 1983 i en Steel Cage Match. Ric Flair vandt officielt NWA's VM-titel otte gange yderligere. Som regerende verdensmester forsvarede Flair VM-titlen verden over. Flairs længste periode som verdensmester varede to år, to måneder og to dage, hvorefter han blev besejret af Dusty Rhodes den 26. juli 1986 ved NWA's The Great American Bash. Flair vandt dog titlen tilbage to uger senere. Flair forsvarede desuden VM-titlen mod bl.a. Harley Race, Ricky Steamboat, Roddy Piper, Kerry Von Erich, Jay Youngblood, Sting, Ronnie Garvin, Magnum T.A. og Dusty Rhodes.

#### The Four Horsemen
I foråret 1985 begyndte Ric Flair at få hjælp fra tagteamet Ole Anderson og Arn Anderson i en fejde mod Dusty Rhodes, Magnum T.A. og Sam Houston. Nogle uger senere dannede Ric Flair gruppen The Four Horsemen sammen med Anderson-tagteamet og Tully Blanchard, hvis manager J. J. Dillon også kom med i gruppen. The Four Horsemen var noget helt specielt inden for wrestling og blev én af de mest dominerende heel-grupper nogensinde. De fire wrestlere brugte ofte deres overtalssituationer til at vinde over deres modstandere, og gruppen holdt størstedelen af NWA's vigtigste titler. The Four Horsemen fik i løbet af 1980'erne og 1990'erne forskellige inkarnationer, men altid med Ric Flair og Arn Anderson i gruppen. De sidste to pladser har bl.a. været besat af Lex Luger, Barry Windham, Sting, Sid Vicious, Paul Roma, Brian Pillman, Chris Benoit, Steve McMichael, Curt Hennig og Dean Malenko.

### World Championship Wrestling (1986-1991)
Wrestlingpromoter Jim Crockett samlede alle de mindre wrestlingorganisationer, som han ejede, under ét i 1986 og promoverede sig selv som National Wrestling Alliance. Crockett havde flere territorier i det sydlige USA og Midtvesten, og det var hans plan at starte en landsdækkende wrestlingorganisation, der kunne konkurrere med World Wrestling Federation. Crockett ville have Ric Flair som NWA's verdensmester for at det skulle lykkedes. Flair besejrede Barry Windham i flere VM-titelkampe i løbet af 1986, men tabte overraskende til Ron Garvin i september 1987. Flair vandt dog VM-titlen tilbage to måneder senere ved NWA's Starrcade, der var NWA's første pay-per-view-show nogensinde. I 1988 blev Jim Crockett Promotions opkøbt af Ted Turner, og han ændrede navnet til World Championship Wrestling (WCW). WCW forblev en del af National Wrestling Alliance indtil 1991, og NWA's VM-titel blev ligeledes forsvaret i WCW indtil 1993.
I starten af 1988 blev Ric Flair udfordret af opkommende superstjerne Sting til en kamp ved den første udgave af NWA's Clash of Champions. De kæmpede uafgjort i en kamp, der varede 45 minutter og hjalp Sting til at blive en superstjerne. I februar 1989 blev Flair dog besejret af Ricky Steamboat i en VM-titelkamp. De havde en række VM-kampe i løbet af 1989, og Flair vandt VM-titlen tilbage i maj 1989 ved WCW's WrestleWar. Denne kamp blev kåret som årets kamp af Pro Wrestling Illustrated.
I sommeren 1989 blev The Four Horsemen gendannet, og meget overraskende var Flairs rival, Sting, inkluderet i gruppen. Sting mente dog, at han var god nok til at få en VM-titelkamp mod Flair, og han blev smidt ud af gruppen. Dette genoplivede fejden mellem de to wrestlere. Sting blev dog skadet, og Lex Luger tog rollen som topudfordrer til VM-titlen. I juli 1990 blev Ric Flair besejret i en VM-titelkamp af Sting ved WCW's The Great American Bash. Flair vandt titlen tilbage i januar 1991. I denne periode begyndte World Championship Wrestling, at anerkende deres egen verdensmester. Ric Flair blev derfor af WCW anerkendt som den første indehaver af WCW World Heavyweight Championship (WCW's VM-titel) samtidig med, at han også var indehaver af NWA World Heavyweight Championship (NWA's VM-titel). Flair mødte Tatsumi Fujinami i en kontroversiel kamp i Tokyo, Japan. Fujinami besejrede Flair, og Fujinami blev dermed NWA's nye verdensmester, men WCW anerkendte fortsat Flair som WCW's verdensmester, fordi Flair under kamp var blevet smidt ud af ringen, og ifølge WCW's regler var dette lig med en diskvalifikation. Flair besejrede dog Fujinami ved WCW's SuperBrawl og vandt NWA's VM-titel tilbage. Det var niende gang, at Flair vandt NWA's VM-titel, hvilket slog Harley Races rekord på otte.
I foråret 1991 blev Flair bedt om at få mindre i løn, selvom han fortsat tiltrak mange fans. Flair blev også bedt om af WCW's præsident Jim Herd at barbere sit hår og ændre sit navn til "Spartacus" for at følge med tiden. Flair var uenig og blev fyret to uger før The Great American Bash. Flairs VM-titel i WCW blev erklæret ledig. NWA anerkendte Flair som verdensmester indtil september 1991, hvor han begyndte i World Wrestling Federation.

### World Wrestling Federation (1991-1993)
Ric Flair skrev kontrakt med World Wrestling Federation (WWF) i august 1991 og startede på tv som én af de mest hadede heel-wrestlere måneden efter. Til at starte med optrådte han på WWF's tv-programmer med NWA's VM-bælte og kaldte sig for "den rigtige verdensmester". World Championship Wrestling sagsøgte Flair i håbet om at få VM-bæltet tilbage, men Flair ejede rent faktisk bæltet. WCW endte med at købe bæltet tilbage nogle måneder senere. Ric Flair fik hjælp af Bobby Heenan og Mr. Perfect (Curt Hennig) og udfordrede bl.a. Roddy Piper og Hulk Hogan. Ric Flair fik sin første WWF-kamp ved Survivor Series, hvor han mødte et hold med Roddy Piper som kaptajn. Samme aften hjalp han The Undertaker med at vinde WWF's VM-titel fra Hulk Hogan.
WWF's VM-titel blev erklæret ledig, og Ric Flair vandt den ledige WWF-titel ved WWF's Royal Rumble i januar 1992 og blev dermed for første gang verdensmester i WWF. Flair slog desuden rekorden for længst tid i ringen under den årlige Royal Rumble Match, idet han wrestlede i næsten 60 minutter. Flair eliminerede til sidst Sid Justice, der kort inden havde elimineret Hulk Hogan. Med VM-sejren blev Flair den kun anden wrestler til at vinde både NWA's og WWF's VM-titel sammen med Buddy Rogers.
Det var meningen, at Ric Flair skulle kæmpe mod Hulk Hogan om WWF's VM-titel, men disse planer blev kasseret, da Hulk Hogan tog overlov fra WWF, pga. en steriodeskandale. I stedet for blev Ric Flair besejret af Randy Savage ved WWF's WrestleMania VIII. Flair vandt VM-titlen tilbage i september 1992. Hans anden periode som WWF's verdensmester var dog kortvarig. Flair tabte VM-titlen til Bret Hart i oktober. Under en episode af WWF's nye ugentlige tv-program Monday Night Raw tabte Ric Flair en Loser Leaves Town Match mod sin tidligere manager Mr. Perfect, og Ric Flair forlod kort efter WWF.

### World Championship Wrestling (1993-2001)

#### Alliance med Vader og gendannelse af The Four Horsemen (1993-1996)
Ric Flair vendte tilbage til World Championship Wrestling som face-wrestler i februar 1993, hvor han var vært for et kortvarigt talkshow i WCW, der hed A Flair for the Gold. Flair vendte kort efter tilbage til ringen og vandt NWA's VM-titel efter sejr over Barry Windham ved WCW's Beach Blast. WCW trak sig dog endeligt ud af NWA i september 1993, og Flair mistede derfor titlen. Ved Starrcade i december 1993 besejrede han den regerende verdensmester Vader og vandt dermed WCW's VM-titel. Ric Flair forsvarede VM-titlen mod Sting i juni 1994, inden han tabte titlen til Hulk Hogan ved WCW's Bash at the Beach i juli 1994, få uger efter, at Hulk Hogan havde skrevet kontrakt med WCW. Flair tabte en retirement match til Hogan ved WCW's Halloween Havoc i oktober 1994 og tog nogle måneder væk fra wrestling.
Ric Flair vendte dog snart tilbage til WCW som manager for Vader, der netop havde udfordret Hogan til en VM-titelkamp. Flair blandede sig i to af Hogans kampe mod Vader, og han tiggede og bad Hogan om at lade ham komme tilbage til ringen. Det endte med, at Flair fik lov til at gøre comeback, og ved Slamboree i maj 1995 fik Flair og Vader en tagteam-kamp mod Hogan og Randy Savage. Ric Flair var dermed i stand til at genoptage sin fejde med Randy Savage, der ligeledes havde skrevet kontrakt med WCW. Flair besejrede Savage ved WCW's The Great American Bash i juni, men tabte en rematch ved Bash at the Beach måneden efter. Samme aften tabte Vader på ny en VM-titelkamp mod Hulk Hogan, og Flair brokkede sig højlydt til Vader over, at han endnu engang ikke havde formået at få VM-titlen fra Hogan. Det ville Vader ikke finde sig i, og han indledte en fejde med Flair og Arn Anderson. Ved Clash of the Champions tabte de to en handicap match til Vader, og en frustreret Flair gav sin mangeårige ven Arn Anderson skylden. De to gamle venner mødtes ved WCW's Fall Brawl i et historisk opgør, hvor Flair, der i mellemtiden var blevet face-wrestler, tabte kampen, efter at Brian Pillman hjalp Anderson. Flair udfordrede Pillman og Anderson til en tagteam-kamp ved WCW's Halloween Havoc i oktober, men han manglede en makker. Flair spurgte rivalen Randy Savage, men han nægtede. Efter flere ugers intens forsøg lykkedes det Flair at få overtalt ærkerivalen Sting. Umiddelbart inden kampen ved Halloween Havoc blev Flair angrebet af Pillman og Anderson, og Sting måtte efterfølgende gå til kampen alene mod de to. Midt i kampen kom Flair dog til ringen, hvor han angreb Sting sammen med de to andre. Dette symboliserede gendannelsen af The Four Horsemen med Ric Flair, Arn Anderson, Brian Pillman og senere også Chris Benoit. Sting fik hævn med en sejr måneden efter ved WCW's World War 3.
Flair genoptog derefter fejden med Randy Savage, der i mellemtiden havde vundet WCW World Heavyweight Championship, Flair vandt VM-titlen fra Savage ved WCW's Starrcade i december 1995, men mistede den nogle uger senere under en episode af WCW's nye ugentlige tv-program WCW Monday Nitro. Flair vandt dog sin 13. VM-titel ved WCW's SuperBrawl VI i februar 1996 ved at besejre Randy Savage i en steel cage match. To måneder senere tabte han VM-titlen til The Giant. I juli 1996 vandt han WCW United States Heavyweight Championship ved at besejre Konnan. Flair blev dog skadet og måtte opgive titlen.

#### Fejden med nWo (1996-1997)
Flair spillede en stor rolle, da New World Order (nWo) gjorde sin entré i World Championship Wrestling i slutningen af 1996 og gennem 1997. Han og The Four Horsemen (Arn Anderson, Steve McMichael (der havde erstattet Brian Pillman) og Chris Benoit) tog lederrollen i WCW's kamp mod Scott Hall, Kevin Nash og Hollywood Hogan. Flair fejdede desuden med Roddy Piper, Syxx og Curt Hennig. Flair havde endda tilbudt Curt Hennig en plads i The Four Horsemen, efter at Arn Anderson havde indstillet karrieren. Curt Hennig havde takket ja, men vendte sig mod gruppen i den traditionsrige WarGames ved WCW's Fall Brawl i september 1997, hvor The Four Horsemen mødte nWo. Efter kampen slog Hennig døren til buret voldsomt i hovedet på Flair.

#### Flair gør comeback igen (1998-2001)
Ric Flair gjorde comeback til WCW den 14. september 1998, hvor han atter gendannede The Four Horsemen (Steve McMichael, Dean Malenko og Chris Benoit). Flair fejdede med WCW's præsident og lederen af nWo, Eric Bischoff, i flere måneder. Flair tabte til Bischoff ved WCW's Starrcade i december 1998, der var Flairs første kamp i WCW i over et år. Aftenen efter vandt Flair dog over Bischoff i en kamp, der var om præsidentskabet i WCW. Som WCW's nye præsident begyndte Flair dog langtsomt at udnytte sin magt til sin egen fordel og satte sig selv i flere VM-titelkampe mod den regerende verdensmester Hollywood Hogan. Ved WCW's Uncensored i marts 1999 vandt Ric Flair VM-titlen for 14. gang. Som WCW's præsident forærede han desuden også WCW United States Heavyweight Championship til sin søn David Flair, der netop havde indledt en karriere inden for wrestling. Flair tabte VM-titlen til Diamond Dallas Page ved WCW's Spring Stampede i april 1999 og nogle måneder senere blev han besejret af Sting i en kamp om WCW's præsidentpost.
I 2000 lykkedes det Flair at vinde WCW World Heavyweight Championship yderligere to gange, men WCW havde mistet mange tv-seere, og WCW-titlen var begyndt at miste prestige og skifte ejer oftere. Han besejrede Jeff Jarrett under en episode af WCW Monday Nitro den 15. maj og vandt titlen for 15. gang. Ugen efter fik Flair dog frataget titlen af Vince Russo. Det lykkedes derefter Kevin Nash at vinde titlen, og han gav den med det samme tilbage til Flair, der dermed vandt VM-titlen for 16. og sidste gang i karrieren. Flair holdt dog heller ikke titlen længe denne gang, da han samme aften blev besejret af Jeff Jarrett. Flair er stadig den wrestler, der har vundet flest VM-titler nogensinde skarpt efterfulgt af Triple H (13) og Hulk Hogan (12). I marts 2001 blev WCW opkøbt af World Wrestling Federation, og på det tidspunkt var Flair leder af heel-gruppen Magnificent Seven. Under den sidste episode af WCW Monday Nitro den 26. marts 2001 tabte Flair en følelsesladet kamp mod ærkerivalen Sting. Det var sidste gang, de to mødtes i en kamp.

### World Wrestling Entertainment (2001-2009)
Efter noget tid væk fra wrestling vendte Ric Flair tilbage til World Wrestling Federation i november 2001 som "medejer" af organisationen. Han indledte derfor en fejde med WWF's ejer, Vince McMahon, og de to mødtes i en kamp ved WWF's Royal Rumble i januar 2002, hvor Flair vandt. Ric Flair tabte efterfølgende til The Undertaker ved WWF's WrestleMania X8 til trods for, at Arn Anderson forsøgte at hjælpe ham under kampen. Kort efter blev WWF omdøbt til World Wrestling Entertainment (WWE).
Herefter dannede Ric Flair en ny gruppe, Evolution, sammen med Triple H. Evolution mindede utrolig meget om The Four Horsemen i NWA og WCW og bestod desuden også af Randy Orton og Batista. Flair vandt WWF World Tag Team Championship to gange med Batista i løbet af 2003 og 2004. Ved WWE's Unforgiven i 2005 vandt Ric Flair desuden også WWF Intercontinental Championship ved at besejre Carlito. Han forsvarede titlen mod Triple H, inden han tabte den til Shelton Benjamin. Flair tog derefter noget tid væk fra wrestling, men vendte tilbage i sommeren 2006, hvor han besejrede Mick Foley ved WWE's SummerSlam.
I november 2007 vandt Ric Flair for tredje gang WWF World Tag Team Championship, da han sammen med ærkerivalen Roddy Piper besejrede The Spirit Squad ved WWE's Cyber Sunday. Otte dage senere tabte de bælterne til Randy Orton og Edge. Ric Flair fik dog revanche mod de to, da han sammen med Shawn Michaels og Triple H besejrede dem og Kenny Dykstra. Ric Flair fejdede med bl.a. Carlito og The Great Khali i store dele af 2008.
Efter tre måneders pause vendte Ric Flair endnu engang til WWE's ugentlige tv-programmer, da han under en episode af RAW den 26. november 2008 annoncerede, at han aldrig nogensinde ville indstille karrieren. WWE's ejer, Vince McMahon, kom herefter til ringen og fortalte, at Flairs karriere ville fortsætte, så længe han fortsatte med at vinde sine kampe. Næste gang Ric Flair tabte en kamp ville hans karriere være forbi. Senere sammen aften besejrede Ric Flair den regerende verdensmester Randy Orton i en kamp, der ikke var om Ortons VM-titel, men udelukkende med Flairs karriere på spil. Over de næste par måneder vandt Ric Flair en række kampe, der potentielt kunne være hans sidste. Flair besejrede bl.a. Triple H, Umaga, William Regal, Mr. Kennedy og Vince McMahon. Aftenen inden WrestleMania XXIV blev han indsat i WWE Hall of Fame. Flair blev således den første aktive wrestler, der blev indsat. Dagen efter wrestlede han sin sidste kamp i WWE, idet han blev besejret af Shawn Michaels. Kampen mellem de to blev af Pro Wrestling Illustrated kåret til årets bedste.

#### Wrestling på deltid
Ric Flair gav sin afskedstale den 31. marts 2008 under en episode af WWE's RAW. Bagefter introducerede Triple H flere af WWE's nuværende og tidligere wrestlere, der kom ud for at ønske Flair tillykke med hans karriere, heriblandt Shawn Michaels, The Four Horsemen, Harley Race, John Cena, Ricky Steamboat, Batista, Greg Valentine, Chris Jericho, The Undertaker og Vince McMahon. Wrestlerne og fans hyldede ham stående. Dette markerede et specielt øjeblik i WWE, hvor både face- og heel-wrestlere kom ud af deres roller og kom til ringen sammen. Undertakers og McMahons optrædener blev dog ikke vist på tv for at bevare deres roller, men de blev inkluderet på en dvd om Ric Flairs karriere som bonusmateriale.
Flair vendte for første gang tilbage til WWE den 16. juni 2008 under en episode af WWE's RAW for at konfrontere Chris Jericho. Flair ville ikke gøre comeback til ringen for at møde Jericho, men udfordrede ham til en slåskamp på parkeringspladsen i stedet for. Flair blev dog smidt ud af bygningen.
Flair vendte tilbage igen den 9. februar 2009 under en episode af RAW, hvor han slog Jericho i hovedet, fordi han ikke respekterede WWE's legender og fans. Måneden efter kostede Flair Jericho en kvalifikationskamp til WWE's Money in the Bank Ladder Match, hvilket fik Jericho til at udfordre Flair til en kamp. Samme uge afslog Flair tilbuddet, men i stedet for blev der arrangeret en handicap match, hvor Ricky Steamboat, Roddy Piper og Jimmy Snuka (med Ric Flair som manager) skulle møde Jericho ved WWE's WrestleMania XXV.
Ved WWE Hall of Fame-ceremonien i 2009 blev Ricky Steamboat indsat af Ric Flair. Flair kaldte Steamboat sin hårdeste modstander nogensinde. Dagen efter blev Piper, Snuka og Steamboat besejret af Jericho. Ved WWE's Judgment Day i maj 2009 hjalp Ric Flair sin gode ven Batista i et opgør mod Randy Orton.

### Hulkamania: Let the Battle Begin (2009)
Ric Flair besluttede sig dog alligevel for at gøre comeback til ringen og vendte den 21. november 2009 tilbage som heel-wrestler på en turné i Australien kaldet Hulkamania: Let the Battle Begin. Turnéen, der var arrangeret af Hulk Hogan, bestod af fire shows i Australien, og Flair tabte alle sine fire kampe til Hulk Hogan.

### Total Nonstop Action Wrestling (2010-2012)

#### Fortune (2010)
Under en liveepisode af TNA's ugentlige tv-program Impact! fik Ric Flair sin debut i TNA samme aften som Hulk Hogan og Eric Bischoff ligeledes debuterede i TNA. Han ankom i en limousine og kiggede på i VM-titelkampen mellem A.J. Styles og Kurt Angle. Tidligere havde Flair ellers sagt, at han var loyal over for McMahon-familien i World Wrestling Entertainment, og han ønskede at slutte sin karriere i WWE, men han havde ikke haft nogen kontakt med organisationen siden juni 2009, og han besluttede sig derfor for at skrive kontrakt med TNA i stedet for. Flair vendte tilbage til TNA som face-wrestler, men ved TNA's Genesis senere i januar hjalp han A.J. Styles med at snyde sig til sejren i VM-titelkampen mod Kurt Angle, og Flair blev dermed atter heel-wrestler. Flair sagde efterfølgende, at han ville gøre Styles til den næste "Nature Boy".
Ric Flair gjorde comeback til ringen igen under en liveepisode af Impact! den 8. marts 2010, hvor han sammen med den regerende verdensmester A.J. Styles blev besejret af Hulk Hogan og Abyss. Det var Flairs første kamp på amerikansk tv i næsten to år. Flair tabte ligeledes en kamp til Abyss i april. I juni fortalte Flair, at han ville gendanne IV Horsemen under navnet Fourtune. Gruppen kunne komme til at bestå af A.J. Styles, Kazarian, Robert Roode og James Storm, men de skulle alle gøre sig fortjent til deres plads i gruppen. Flair wrestlede igen i juli ved TNA's Victory Road, hvor han tabte til Jay Lethal, men fik senere revanche under en episode af Impact!. I ugerne op til Bound for Glory ændrede Flairs heel-gruppe navn til Fortune for at symbolisere en udvidelse af gruppen. Flair var i ringhjørnet ved Bound for Glory, da Fortune tabte en lethal lockdown til EV 2.0 (en gruppe bestående af tidligere ECW-wrestlere). Aftenen efter dannede Fortune en alliance med Hulk Hogan og Eric Bischoffs nye gruppe, Immortal. Flair tog en kort pause væk TNA's ugentlige tv-programmer, men wrestlede fortsat nogle kampe i Europa ved TNA-shows.

#### Sidste kamp mod Sting (2011-2012)
Mens Flair var væk fra TNA, vendte Fortune sig mod Immortal og blev en face-gruppe. Flair vendte tilbage til tv den 14. februar 2011 under en episode af Impact!, hvor han vendte Fortune ryggen og sluttede sig til Immortal. Flair besejrede A.J. Styles og Matt Hardy i en three-way dance den 10. marts på Impact!. Ric Flair blev skadet i foråret 2012, men han valgte at droppe en operation, fordi det ville holde ham ude af ringen i seks måneder. I sommeren 2012 vendte Flair tilbage til tv i en rolle, hvor han ikke skulle wrestle så meget.
I august konfronterede han sin gamle rival, Sting. Flair udfordrede Sting til endnu en kamp. Sidste gang de to legender havde mødt hinanden, var under den sidste episode af WCW Monday Nitro i marts 2001 – over ti år tidligere. Sting satte sin karriere på spil, hvis han med en sejr over Flair til gengæld fik lov til at møde Hulk Hogan ved TNA's Bound for Glory i oktober. I september 2011 blev Ric Flair besejret af Sting under en episode af Impact!. Under kampen blev Flair skadet, og han har ikke wrestlet siden. I stedet for har Flair fulgt Gunner til ringen.
I maj 2012 forsøgte Ric Flair at få sin kontrakt med TNA opløst, men det førte til, at TNA sagsøte WWE for at blande sig i organisationens kontrakter. Flair blev fyret nogle få dage senere. Eftersom Ric Flair skrev kontrakt med WWE igen kort tid efter, kan hans kamp mod Sting meget vel gå hen at blive hans allersidste kamp i karrieren, da han sandsynligvis ingen kampe får i WWE på grund af karrierestoppet i 2008.

### WWE (2012-nu)

#### Endnu en plads i WWE Hall of Fame (2012-2015)
I 2012 blev Ric Flair den første person, der blev optaget i WWE Hall of Fame for anden gang - denne gang som medlem af The Four Horsemen. Over de seneste par år har den tidligere 16-dobbelte verdensmester medvirket med jævne mellemrum på WWE's tv-programmer, primært Raw, men han er ikke vendt tilbage på fuld tid - hverken som wrestler eller i anden tv-rolle.

## VM-titler
Ric Flair er en 16-dobbelt verdensmester. Han har vundet VM-titlen otte gange i National Wrestling Alliance, to gange i World Wrestling Federation og seks gange i World Championship Wrestling. I alt har Flair været verdensmester i 3.725 dage, hvilket kun Verne Gagne, Bruno Sammartino og Lou Thesz har overgået.
| Nr. | VM-titel                           | Modstander      | Org. | Dato               | Show             | Dage | Efterfølger         |
| --- | ---------------------------------- | --------------- | ---- | ------------------ | ---------------- | ---- | ------------------- |
| 1   | NWA World Heavyweight Championship | Dusty Rhodes    | NWA  | 17. september 1981 | Liveshow         | 631  | Harley Race         |
| 2   | NWA World Heavyweight Championship | Harley Race     | NWA  | 24. november 1983  | Starrcade        | 164  | Kerry Von Erich     |
| 3   | NWA World Heavyweight Championship | Kerry Von Erich | NWA  | 24. maj 1984       | Liveshow         | 793  | Dusty Rhodes        |
| 4   | NWA World Heavyweight Championship | Dusty Rhodes    | NWA  | 7. august 1986     | Liveshow         | 412  | Ron Garvin          |
| 5   | NWA World Heavyweight Championship | Ron Garvin      | NWA  | 26. november 1987  | Starrcade        | 452  | Ricky Steamboat     |
| 6   | NWA World Heavyweight Championship | Ricky Steamboat | WCW  | 7. maj 1989        | WrestleWar       | 426  | Sting               |
| 7   | NWA World Heavyweight Championship | Sting           | WCW  | 11. januar 1991    | Liveshow         | 69   | Ledig               |
| 8   | WWF Championship                   | Ledig1          | WWF  | 19. januar 1992    | Royal Rumble     | 77   | Randy Savage        |
| 9   | WWF Championship                   | Randy Savage    | WWF  | 1. september 1992  | Liveshow         | 41   | Bret Hart           |
| 10  | NWA World Heavyweight Championship | Barry Windham   | WCW  | 18. juli 1993      | Beach Blast      | 45   | Ledig               |
| 11  | WCW World Heavyweight Championship | Vader           | WCW  | 27. december 1993  | Starrcade        | 198  | Hulk Hogan          |
| 12  | WCW World Heavyweight Championship | Randy Savage    | WCW  | 25. december 1995  | Starrcade        | 26   | Randy Savage        |
| 13  | WCW World Heavyweight Championship | Randy Savage    | WCW  | 11. februar 1996   | SuperBrawl       | 71   | The Giant           |
| 14  | WCW World Heavyweight Championship | Hollywood Hogan | WCW  | 14. marts 1999     | Uncensored       | 28   | Diamond Dallas Page |
| 15  | WCW World Heavyweight Championship | Jeff Jarrett    | WCW  | 15. maj 2000       | WCW Monday Nitro | 7    | Ledig               |
| 16  | WCW World Heavyweight Championship | Kevin Nash2     | WCW  | 29. maj 2000       | WCW Monday Nitro | 0    | Jeff Jarrett        |

1 Kampen var en Royal Rumble match med 30 wrestlere, der kæmpede om den ledige VM-titel. 

2 Kevin Nash, der lige havde vundet VM-titlen fra Jeff Jarrett, forærede titlen til Ric Flair, fordi han mente, at den var blevet uretfærdigt taget fra ham ugen før.